# 斉藤弘勝
斉藤 弘勝（さいとう ひろかつ、1953年7月17日 - ）は日本の俳優。福島県出身。
旧芸名：さとう弘。

## 出演

### テレビドラマ
- 暴れん坊将軍シリーズ（テレビ朝日 / 東映）
  - 暴れん坊将軍II 第66話～（1984年 - 1987年）- め組の若い衆六 ※さとう弘名義
  - 暴れん坊将軍III 〜 暴れん坊将軍V（1988年 - 1994年） - め組の若い衆伊助
- 西海道談綺（1983年、フジテレビ / 国際放映）
- 無用ノ介（1990年、テレビ朝日 / 東映）
- 将軍家光忍び旅 第7話「襲撃! 女だけの村」（1991年、テレビ朝日 / 東映） - 猫丸
- 銀狼怪奇ファイル FILE 7、8「VHS：ファイル4 呪われた天神学園」（1996年、日本テレビ） - 佐々木
- 快刀!夢一座七変化 第4話「秀吉の埋蔵金の謎」（1996年、テレビ朝日 / 東映）
- ギフト 第4話（1997年、フジテレビ）
- ズッコケ三人組 第4話「ズッコケ㊙大作戦」（1999年、NHK） - 真智子の父
- やまとなでしこ（フジテレビ）
  - 第8話「やさしいウソ」（2000年） - 寿司屋・他の客
  - 第10話「逃げ出した花嫁」（2000年） - 仲買人
- 北条時宗（2001年、NHK）
- ウルトラQ dark fantasy 第12話「夢見る石」（2004年、テレビ東京 / 円谷プロダクション） - 商店主
- キューティーハニー THE LIVE 第14話「乾杯メモリー!」（2008年、テレビ東京） - トンネル
- 相棒8 第10話「特命係、西へ!」（2009年、テレビ朝日 / 東映） -  東京歴史博物館学芸員・武田規一
- 絶対零度〜特殊犯罪潜入捜査〜 Case.02「市民団体株価操作殺人事件」（2011年、フジテレビ） - 角田昌良
- 世にも奇妙な物語 春の特別編「クイズ天国 クイズ地獄」（2009年、フジテレビ） - ホームレス
- 名探偵コナン 工藤新一への挑戦状 第12話（2010年、讀賣テレビ） - 江本武雄
- 大惨事
- 花嫁は厄年ッ!
- 氷点2001
- 宝引の辰捕者帳
- 長七郎江戸日記
- すずらん
- ギフト

### 映画
- 集団左遷（1994年、東映）
- 借王シャッキング2（1997年、日活）
- ラブ★コン（2006年、松竹） - 平吉の執事
- 手紙（2006年、松竹）
- 日本一短い母への手紙

### Vシネマ
- 女郎蜘蛛